# USS John Young (DD-973)
El USS John Young (DD-973) es un destructor de la clase Spruance de la Armada de los Estados Unidos. Fue puesto en gradas en 1975, botado en 1976 y asignado en 1978.

## Historial operativo

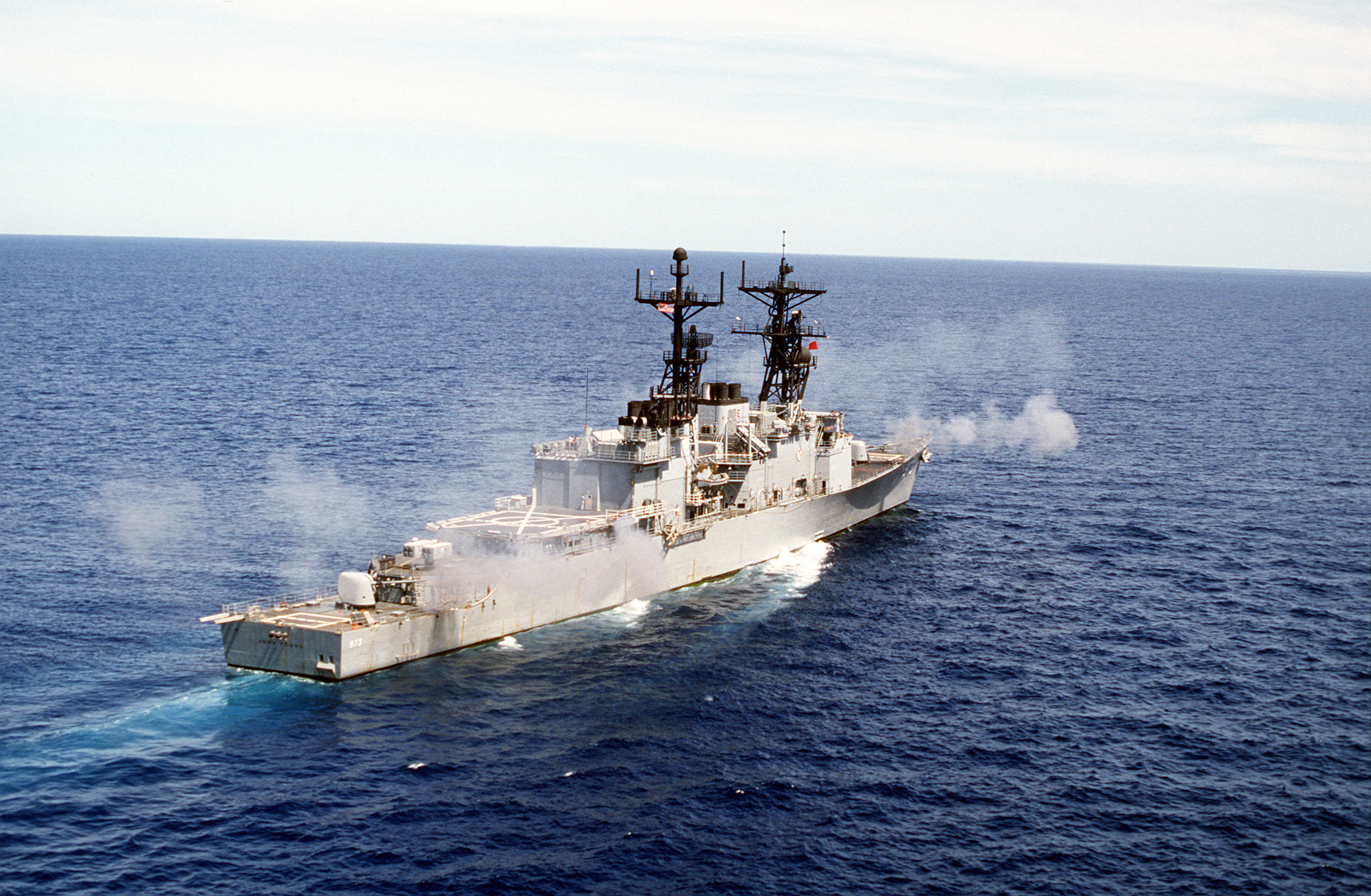
USS John Young en maniobras militares, año 1981.

Fue su constructor el astillero Ingalls Shipbuilding. Fue puesto en gradas el 17 de febrero de 1975, botado el 7 de febrero de 1976 y asignado el 20 de mayo de 1978. Bautizado USS John Young, en honor a un capitán de la Armada Continental.
Fue descomisionado el 19 de septiembre de 2002 y fue hundido como objetivo en un ejercicio en 2004